# Pansepta
Pansepta is een geslacht van vlinders van de familie sikkelmotten (Oecophoridae), uit de onderfamilie Xyloryctinae.

## Soorten
- P. amoerocera Diakonoff, 1954
- P. ereboglauca Meyrick, 1926
- P. hierophanes Meyrick, 1925
- P. languescens Diakonoff, 1954
- P. splendens Diakonoff, 1954
- P. tactica Diakonoff, 1954
- P. teleturga Meyrick, 1915
- P. tunsa Diakonoff, 1954